# 马上捷
马上捷（?—?），字云客，号阆仙，回回人，云南寻甸人，明朝诗人。
马上捷著有《拾芥轩集》，現在已經不存。崇祯十一年（1638年）徐霞客游昆明，曾和马上捷相识，他們一起谈诗论文。沒有詩作保留下來。